# جاكوب فيستيرجارد
جاكوب فيستيرجارد (بالدنماركية: Jakob Vestergaard) مواليد 3 يناير 1975، هو لاعب كرة يد دانمركي معتزل تحول إلى التدريب بعد الاعتزال. درب منتخب ألمانيا لكرة اليد للسيدات في بطولة العالم لكرة اليد للسيدات 2015.

## الإنجازات
كمدرب
- دوري أبطال أوروبا لكرة اليد للسيدات:
  - الفوز: 2009، 2010